# Thelepus ambitus
Thelepus ambitus är en ringmaskart som beskrevs av Glasby och Anne D. Hutchings 1987. Thelepus ambitus ingår i släktet Thelepus och familjen Terebellidae. Inga underarter finns listade i Catalogue of Life.